# Puerto Alegría (Colombia)
Puerto Alegría es un área no municipalizada colombiana, ubicado en el departamento de Amazonas. Compuesto por los centros poblados: El Refugio y Puerto Alegría. Se encuentra a 120 m s. n. m. y posee 1513 habitantes.